# Nuevo Progreso, Chilón
Nuevo Progreso är en ort i Mexiko.   Den ligger i kommunen Chilón och delstaten Chiapas, i den sydöstra delen av landet, 800 km öster om huvudstaden Mexico City. Nuevo Progreso ligger 1 297 meter över havet och antalet invånare är 408.
Terrängen runt Nuevo Progreso är bergig åt nordväst, men åt sydost är den kuperad. Runt Nuevo Progreso är det ganska tätbefolkat, med 129 invånare per kvadratkilometer. Närmaste större samhälle är Yajalón, 6,9 km nordost om Nuevo Progreso. Omgivningarna runt Nuevo Progreso är en mosaik av jordbruksmark och naturlig växtlighet.